# جامعة كوبنهاغن
جامعة كوبنهاغن (بالدنماركية: Københavns Universitet)، هي جامعة حكومية بحثية تقع في كوبنهاغن، الدنمارك. تأسست عام 1479، وتعد ثاني أقدم جامعة في إسكندنافيا بعد جامعة أوبسالا.
تتألف جامعة كوبنهاغن من ست كليات مختلفة، ويتم التدريس في أربعة حُرم جامعية متميزة تقع جميعها في كوبنهاغن. تُدير الجامعة 36 قسمًا أكاديميًا و122 مركزًا بحثيًا مستقلًا في كوبنهاغن، بالإضافة إلى عدد من المتاحف والحدائق النباتية داخل العاصمة وخارجها. كما تمتلك الجامعة وتدير عدة محطات بحثية في أنحاء الدنمارك، مع محطتين إضافيتين في غرينلاند. علاوة على ذلك، تشكل كلية العلوم الصحية والطبية والمستشفيات العامة في منطقة العاصمة وزيلاند معًا تجمعًا يعرف باسم مستشفى جامعة كوبنهاغن.
حتى أكتوبر 2022، ارتبط بالجامعة عشرة فائزين بجائزة نوبل وحائز واحد على جائزة تورينج، سواء كطلاب أو خريجين أو أعضاء هيئة تدريس. من بين خريجي الجامعة رئيس واحد لجمعية الأمم المتحدة العامة وما لا يقل عن 24 رئيس وزراء للدنمارك.

## الحُرم الجامعية
تضم الجامعة أربع حُرُم جامعية رئيسية تقع في منطقة العاصمة (ثلاثة منها في كوبنهاغن وواحد في فريدريكسبرغ):
- الحرم الشمالي – يضم معظم كليتي العلوم والعلوم الصحية والطبية.
- الحرم الحضري – يضم كلية العلوم الاجتماعية والإدارة المركزية، بالإضافة إلى أجزاء من كليتي العلوم الصحية والطبية والعلوم.
- الحرم الجنوبي – يضم كلية العلوم الإنسانية، وكلية الحقوق، وكلية اللاهوت، وجزءًا صغيرًا من كلية العلوم.
- حرم فريدريكسبرغ – يضم أقسامًا من كلية العلوم وكلية العلوم الصحية والطبية.

كما تستخدم كليتا العلوم والعلوم الصحية والطبية حرم تاستروب، الواقع في تاستروب على الأطراف الغربية لكوبنهاغن. وتمتلك كلية العلوم أيضًا منشآت في هلسينجور، هورشولم، ونودبو.

## التنظيم والإدارة
تُدار الجامعة بواسطة مجلس يتكون من 11 عضوًا: ستة أعضاء من خارج الجامعة يشكلون أغلبية المجلس، وعضوان يتم تعيينهما من قِبل الكادر العلمي، وعضو واحد يتم تعيينه من قبل الكادر الإداري، وعضوان يعينهما طلاب الجامعة. يُعيّن رئيس الجامعة ونائبه ومدير الجامعة من قبل مجلس الجامعة. يعين رئيس الجامعة بدوره مديري الأقسام المختلفة في الإدارة المركزية وعميد الكليات المختلفة. كما يعين العمداء رؤساء 50 قسمًا. لا يوجد مجلس كليّة ولا تشارك الكليات في تعيين رئيس الجامعة أو العمداء أو رؤساء الأقسام، ولذلك لا تمتلك الجامعة حوكمة كلياتية، مع وجود مجالس أكاديمية منتخبة على مستوى الكليات تقدم المشورة للعمداء. اعتبارًا من عام 2018، يدير مجلس الإدارة ميزانية سنوية تقارب 8.9 مليار كرونة دنماركية.

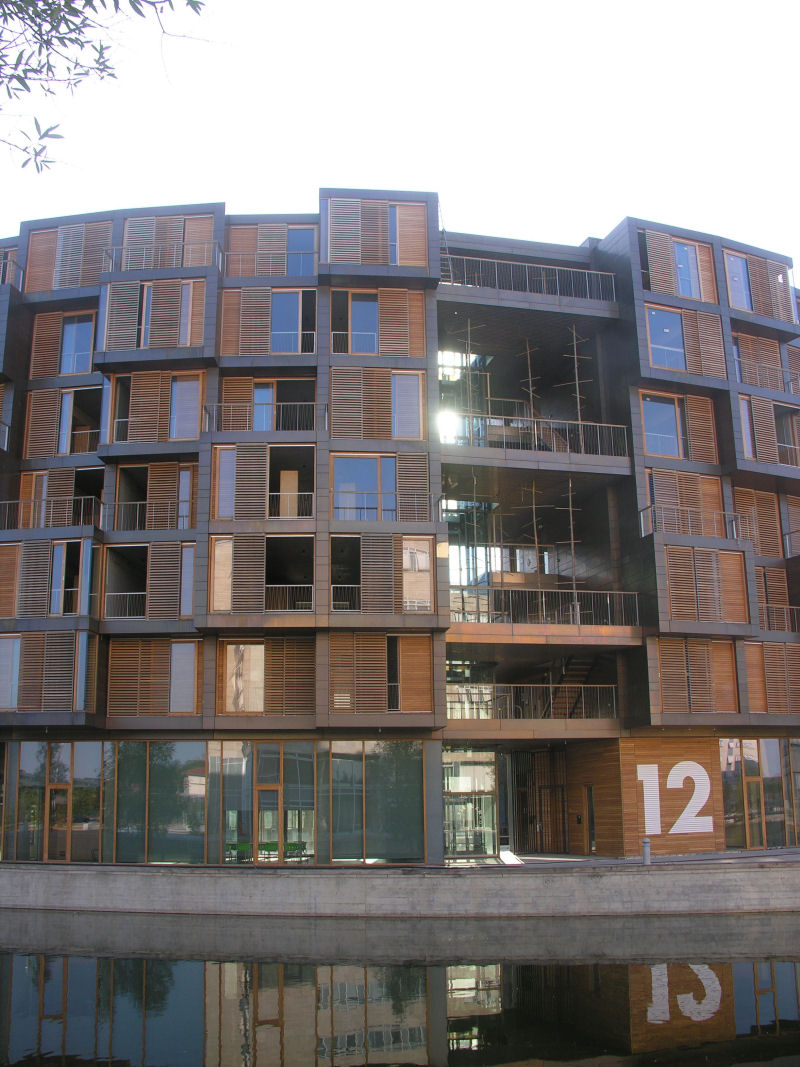
سكن تييتغن الجامعي

تنظم الجامعة في ست كليات وحوالي 100 قسم ومركز بحثي. توظف الجامعة حوالي 5600 موظف أكاديمي و4400 موظف تقني وإداري. الكليات الست هي:
- كلية العلوم الصحية والطبية
- كلية العلوم الإنسانية
- كلية الحقوق
- كلية العلوم
- كلية العلوم الاجتماعية
- كلية اللاهوت

يبلغ إجمالي عدد الطلاب الملتحقين حوالي 36,500 طالب، منهم حوالي 21,000 طالب جامعي و15,500 طالب دراسات عليا حتى عام 2024. لدى الجامعة برنامج مواهب دولي للدراسات العليا يقدم منحًا لطلاب الدكتوراه الدوليين، ونظامًا وظيفيًا للتثبيت الأكاديمي (tenure track). تقدم الجامعة حوالي خمسين برنامج ماجستير تُدرس باللغة الإنجليزية، ولديها نحو 150 اتفاقية تبادل مع مؤسسات أخرى و800 اتفاقية إيراسموس. يستقبل الحرم الجامعي سنويًا نحو 1700 طالب تبادل واردين، و2000 طالب تبادل صادرين، و4000 طالب دولي يسعون للحصول على درجة أكاديمية. كما يدرس حوالي 3000 طالب دكتوراه في الجامعة سنويًا.

## السكن الجامعي
يقيم معظم طلاب الجامعة في مساكن خاصة مملوكة للقطاع الخاص (تسمى بالدنماركية "kollegier") أو في شقق بمدينة كوبنهاغن. هناك خمسة مساكن جامعية تُدار جزئيًا من قبل الجامعة؛ ومع ذلك، يُؤخذ في الاعتبار للقبول فقط الطلاب الذين أكملوا عامين دراسيين على الأقل. تُعرف هذه عادةً بالمساكن القديمة، وتتكون من: ريغنسن، وإليرس كوليجيم، وبورشس كوليجيم، وهساجرز كوليجيم، وفالكندورفس كوليجيم. كما توفر جامعة كوبنهاغن شققًا بحثية ممولة من مؤسسة كارلسبرغ لفترات تتراوح بين 6 أشهر إلى 3 سنوات للباحثين والكوادر الأكاديمية الزائرة المرتبطة بمشروعات بحثية تمولها مؤسسة كارلسبرغ.
مؤسسة الإسكان في كوبنهاغن هي كيان تجاري منفصل عن جامعة كوبنهاغن، يديرها رئيس مجلس الإدارة إريك بيسغارد مادسن ومجلس إداري. توفر المؤسسة السكن القصير الأجل حصريًا للطلاب الدوليين في الجامعة (وأحيانًا للطلاب الدنماركيين)، وموظفي الجامعة، والباحثين الزائرين. يقع مكتب المؤسسة المركزي في الحرم الجامعي الجنوبي. تعرضت مؤسسة الإسكان في كوبنهاغن لانتقادات كبيرة بسبب استغلال الطلاب الدوليين لتحقيق أرباح تجارية وسوء ظروف المعيشة، وأخيرًا لرفضها تقصير عقود الإيجار لكثير من الطلاب الدوليين المتأثرين بجائحة كوفيد-19.

## وصلات خارجية
- موقع جامعة كوبنهاغن (باللغتين الدنماركية والإنجليزية)